# Petit-Goâve
Petit-Goâve (Haitianisch-Kreolisch Tigwav) ist eine Gemeinde im Arrondissement Léogâne im Département Ouest in Haiti. Sie liegt 68 Kilometer südwestlich von Port-au-Prince. Die Stadt hatte 2015 eine Bevölkerung von etwa 124.000 Einwohnern.

## Geschichte

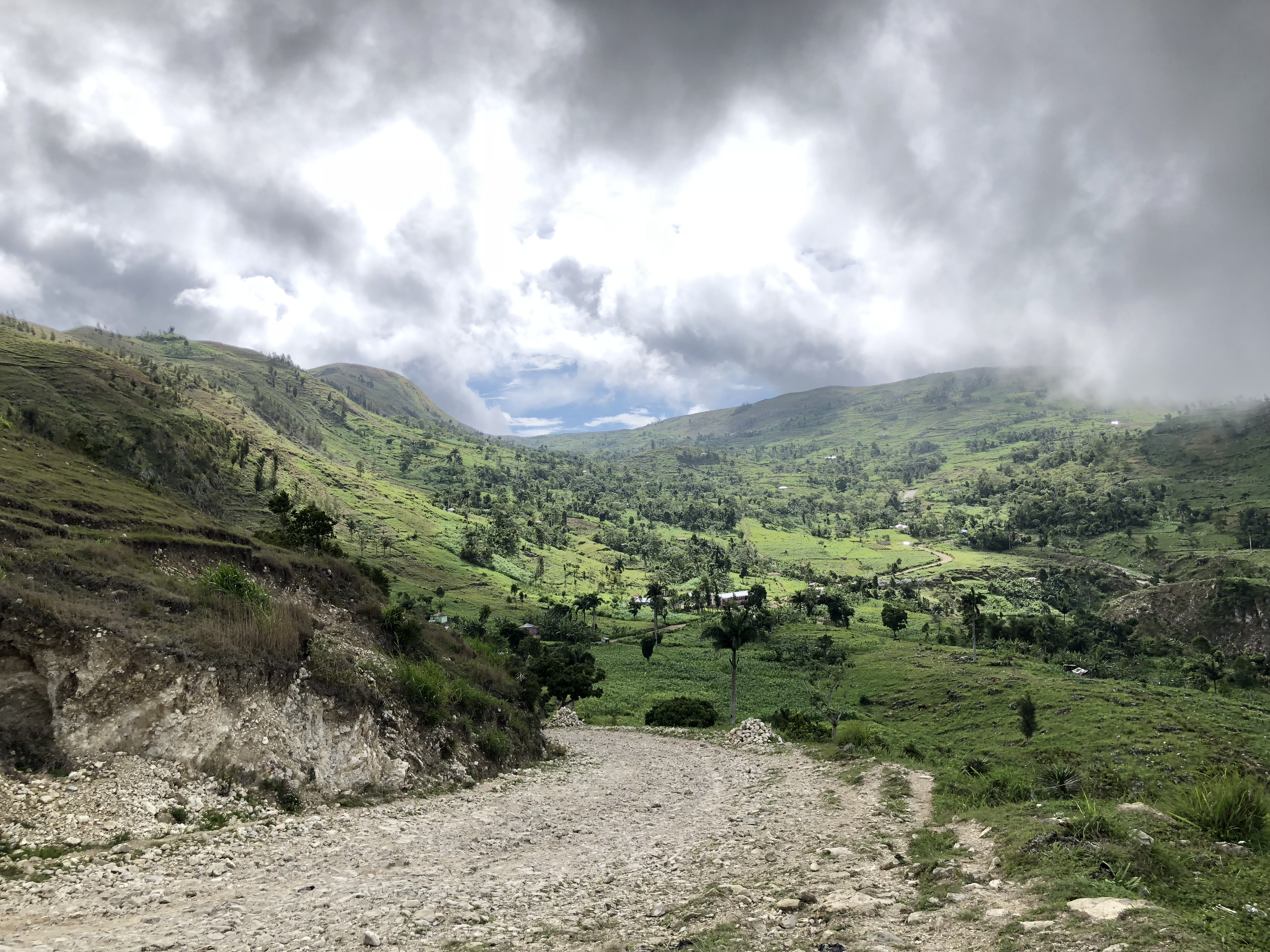
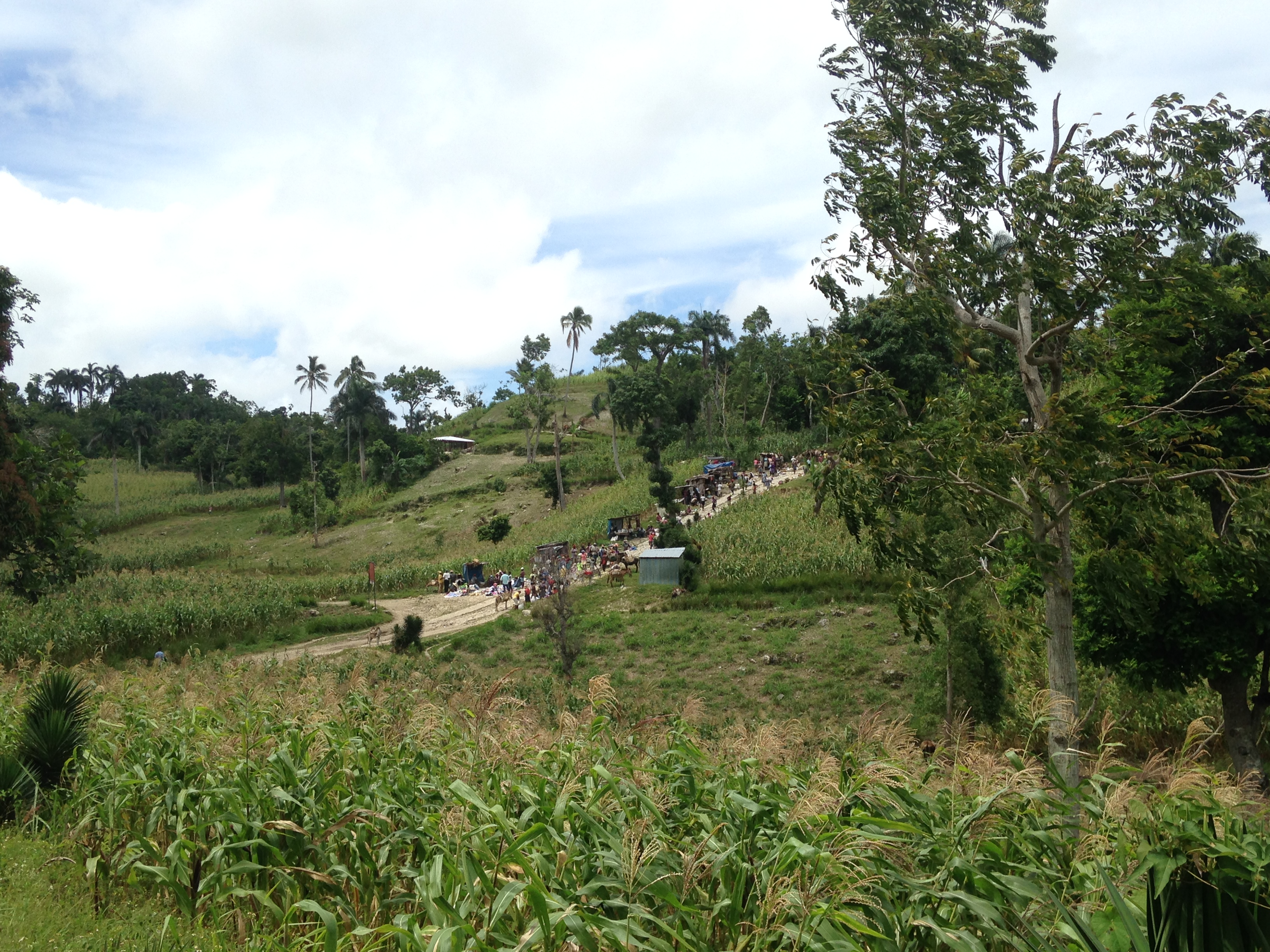
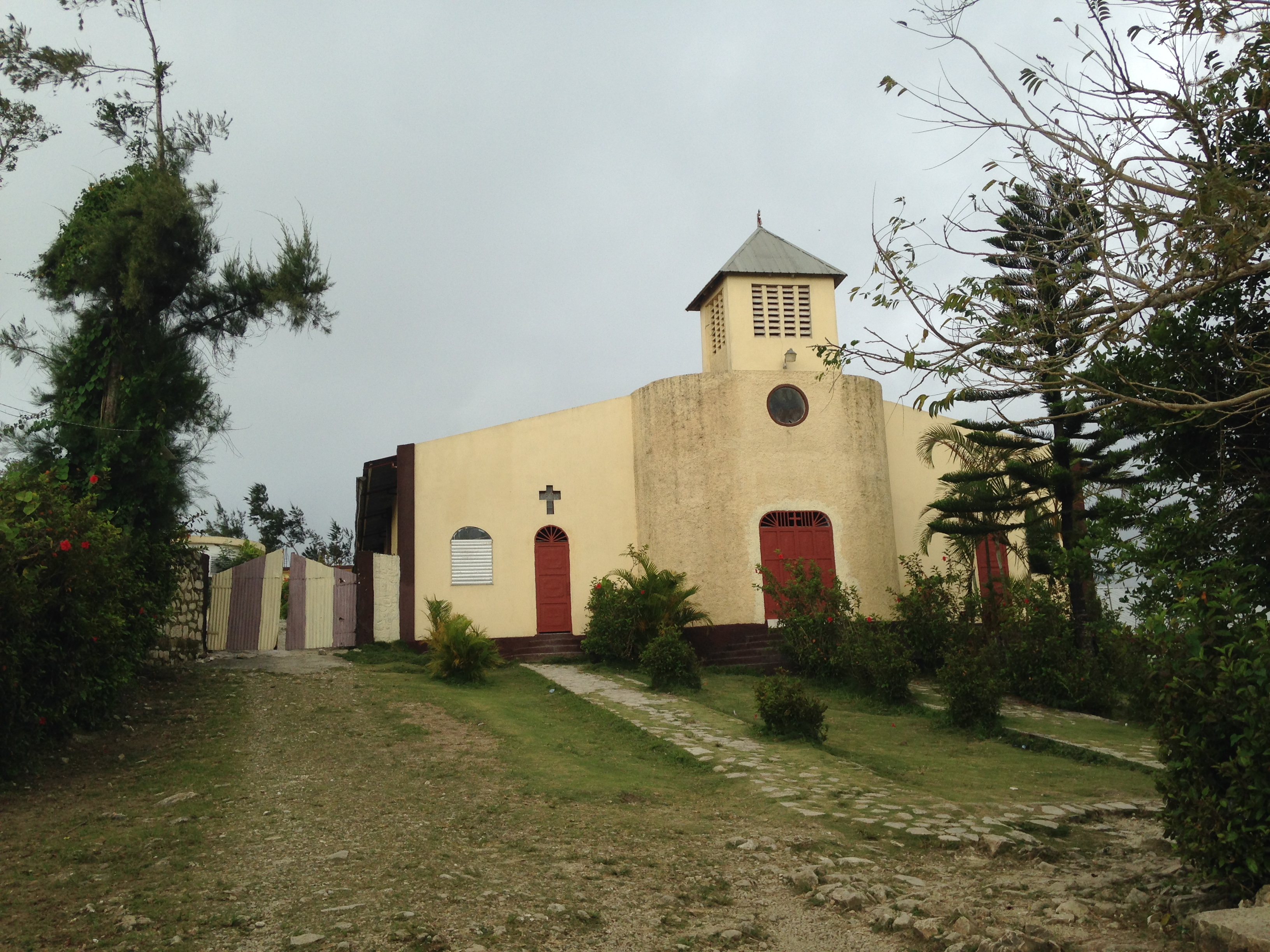
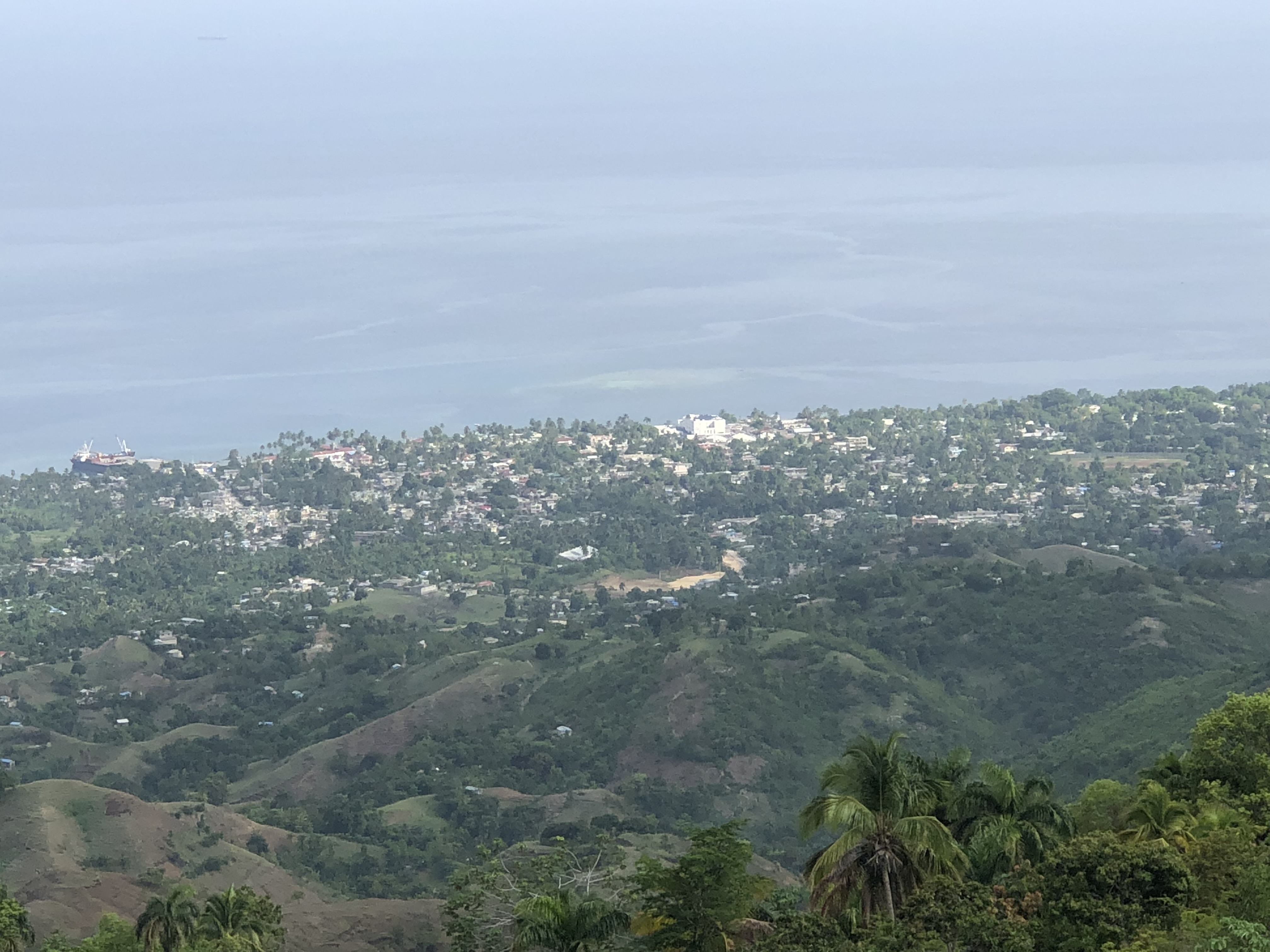

Petit-Goâve wurde 1663 gegründet, anfangs unter demselben Namen wie ein östlich davon gelegener, 1590 gegründeter Marktflecken. Zur Unterscheidung versah man daher beide Orte mit Namenszusätzen: „Grand-Goâve“ für den älteren und „Petit-Goâve“ für den jüngeren. Ungeachtet der Namen, die eine umgekehrte Rangfolge erwarten lassen, entwickelte sich Petit-Goâve zum größeren Ort und wurde zum Verwaltungssitz für das Umland.
Petit-Goâve war kurzzeitig die De-facto-Hauptstadt der französischen Kolonie Saint-Domingue. Am 18. Juni 1799 gelang 4000 aufständischen Schwarzen unter der Führung von André Rigaud die Einnahme des Ortes.
Sie wurde durch das Erdbeben vom 12. Januar 2010 erheblich in Mitleidenschaft gezogen. Der US Geological Survey berichtete, dass das Epizentrum des Bebens fast genau unter Petit-Goâve lag. Laut Schätzungen kamen durch das Beben ca. 1000 Einwohner von Petit-Goâve ums Leben.

## Wirtschaft
Die Stadt ist bekannt für dort hergestellten Süßigkeiten, die Douce Macoss genannt werden.

## Söhne und Töchter der Stadt
- Faustin Soulouque (1782–1867), ehemaliger Kaiser von Haiti
- Liliane Pierre-Paul (1953–2023), Journalistin
- Michel Patrick Boisvert, Politiker und im Jahr 2024 übergangsweise Premierminister Haitis
- Danley Jean Jacques (* 2000), Fußballspieler